# المصرع (الحيمة الخارجية)

تعديل مصدري - تعديل

المصرع هي إحدى قرى عزلة سهام بمديرية الحيمة الخارجية التابعة لمحافظة صنعاء، بلغ تعداد سكانها 27 نسمة حسب تعداد اليمن لعام 2004.